# Tour Europe indoor
Il Tour Europe indoor è stato un tour di Vasco Rossi svoltosi tra 2009 e 2010.
Iniziata il 6 ottobre 2009, è stata presto ribattezzata neverending tour (in lingua inglese tour infinito), a tredici anni di distanza dall'ultimo tour al chiuso datato 1996, il Nessun Pericolo Per Te Tour. Vasco Rossi stesso ha dichiarato di aver avuto nostalgia dei palazzetti o comunque dimensioni più ridotte durante gli ultimi dieci anni in cui si è esibito esclusivamente negli stadi.
La prevendita dei biglietti si è esaurita tutta in una notte, tant'è che è stato necessario programmare altre date della tournée, almeno per il periodo "italiano".

## Le date
| Data              | Città     | Stato       | Luogo                | Spettatori |
| ----------------- | --------- | ----------- | -------------------- | ---------- |
| Tour Nazionale    |           |             |                      |            |
| 2 ottobre 2009    | Mantova   | Italia      | Palabam              | 4.999      |
| 6 ottobre 2009    | Pesaro    | Italia      | Adriatic Arena       | 8.996      |
| 7 ottobre 2009    | Pesaro    | Italia      | Adriatic Arena       | 9.138      |
| 11 ottobre 2009   | Pesaro    | Italia      | Adriatic Arena       | 9.112      |
| 12 ottobre 2009   | Pesaro    | Italia      | Adriatic Arena       | 9.125      |
| 16 ottobre 2009   | Ancona    | Italia      | PalaRossini          | 6.313      |
| 17 ottobre 2009   | Ancona    | Italia      | PalaRossini          | 6.352      |
| 21 ottobre 2009   | Ancona    | Italia      | PalaRossini          | 6.372      |
| 22 ottobre 2009   | Ancona    | Italia      | PalaRossini          | 6.408      |
| 26 ottobre 2009   | Caserta   | Italia      | PalaMaggiò           | 6.477      |
| 27 ottobre 2009   | Caserta   | Italia      | PalaMaggiò           | 6.313      |
| 31 ottobre 2009   | Caserta   | Italia      | PalaMaggiò           | 6.225      |
| 1 novembre 2009   | Caserta   | Italia      | PalaMaggiò           | 6.016      |
| 5 novembre 2009   | Caserta   | Italia      | PalaMaggiò           | 5.906      |
| 6 novembre 2009   | Caserta   | Italia      | PalaMaggiò           | 5.525      |
| 5 febbraio 2010   | Milano    | Italia      | Mediolanum Forum     | 11.216     |
| 6 febbraio 2010   | Milano    | Italia      | Mediolanum Forum     | 11.217     |
| 10 febbraio 2010  | Milano    | Italia      | Mediolanum Forum     | 11.217     |
| 11 febbraio 2010  | Milano    | Italia      | Mediolanum Forum     | 11.217     |
| 15 febbraio 2010  | Milano    | Italia      | Mediolanum Forum     | 11.216     |
| 16 febbraio 2010  | Milano    | Italia      | Mediolanum Forum     | 11.217     |
| 20 febbraio 2010  | Milano    | Italia      | Mediolanum Forum     | 11.217     |
| 21 febbraio 2010  | Milano    | Italia      | Mediolanum Forum     | 11.217     |
| 6 aprile 2010     | Torino    | Italia      | Palasport Olimpico   | 10.500     |
| 7 aprile 2010     | Torino    | Italia      | Palasport Olimpico   | 10.500     |
| 11 aprile 2010    | Torino    | Italia      | Palasport Olimpico   | 10.500     |
| 12 aprile 2010    | Torino    | Italia      | Palasport Olimpico   | 10.500     |
| 16 aprile 2010    | Torino    | Italia      | Palasport Olimpico   | 10.500     |
| 17 aprile 2010    | Torino    | Italia      | Palasport Olimpico   | 10.500     |
| 21 aprile 2010    | Torino    | Italia      | Palasport Olimpico   | 10.500     |
| 22 aprile 2010    | Torino    | Italia      | Palasport Olimpico   | 10.500     |
| 18 settembre 2010 | Cagliari  | Italia      | Fiera di Cagliari    | 33.500     |
| 22 settembre 2010 | Bologna   | Italia      | Futurshow Station    | 12.000     |
| 23 settembre 2010 | Bologna   | Italia      | Futurshow Station    | 12.000     |
| 27 settembre 2010 | Bologna   | Italia      | Futurshow Station    | 12.000     |
| 28 settembre 2010 | Bologna   | Italia      | Futurshow Station    | 12.000     |
| 2 ottobre 2010    | Bologna   | Italia      | Futurshow Station    | 12.000     |
| 3 ottobre 2010    | Bologna   | Italia      | Futurshow Station    | 12.000     |
| 7 ottobre 2010    | Bolzano   | Italia      | Palaonda             | 7.000      |
| 8 ottobre 2010    | Bolzano   | Italia      | Palaonda             | 7.000      |
| 12 ottobre 2010   | Firenze   | Italia      | Nelson Mandela Forum | 8.000      |
| 13 ottobre 2010   | Firenze   | Italia      | Nelson Mandela Forum | 8.000      |
| 17 ottobre 2010   | Firenze   | Italia      | Nelson Mandela Forum | 8.000      |
| 18 ottobre 2010   | Firenze   | Italia      | Nelson Mandela Forum | 8.000      |
| Tour Estero       |           |             |                      |            |
| 4 maggio 2010     | Londra    | Inghilterra | Hammersmith Apollo   | 5.001      |
| 6 maggio 2010     | Bruxelles | Belgio      | Forest National      | 5.000      |
| 8 maggio 2010     | Zurigo    | Svizzera    | Hallenstadion        | 13.000     |
| 12 maggio 2010    | Berlino   | Germania    | Tempodrom            | 4.000      |

Tra le tappe che hanno riscosso più successo si ricorda la data del 4 maggio 2010 a Londra, dove c'è stata grande partecipazione da parte degli inglesi e di gente proveniente da tutto il mondo. In memoria di ciò, il 22 giugno è uscito il Vasco London Instant Live 04.05.2010, oltre due ore di concerto in un doppio CD in edizione limitata di cui esiste anche la versione online scaricabile per un mese e mezzo da iTunes. Il Tour si conclude dopo 48 tappe tutte sold out., per un totale di 460.512 spettatori.

## Scaletta
Lo spettacolo ha visto alcune variazioni nei brani eseguiti, e c'è stato spazio anche per dei momenti di improvvisazione, sia da parte dei musicisti che da parte di Vasco - in particolare nei medley - decisamente più spontaneo nell'interagire con il pubblico; sono state proposte occasionalmente una versione di Supermarket di Lucio Battisti e, tra le altre, (per quello che ho da fare) faccio il militare.

### Scalette eseguite
10 febbraio 2010 - Mediolanum Forum, Assago
1. Ho fatto un sogno
2. Cosa vuoi da me
3. Ieri ho sgozzato mio figlio
4. La nostra relazione
5. Sto pensando a te
6. Gli angeli
7. Domenica lunatica
8. Vivere senza te
9. Anima fragile
10. Io perderò
11. Ad ogni costo
12. Interludio 2010
13. Sono ancora in coma
14. Delusa
15. Quanti anni hai
16. Stupido hotel
17. Un senso
18. Deviazioni
19. Il mondo che vorrei
20. Sally
21. Medley: Dillo alla luna / Una canzone per te / Hai ragione tu / Ridere di te / Occhi blu / Senza parole
22. Vita spericolata
23. Albachiara

8 maggio 2010 - Hallenstadion, Zurigo
1. Un gran bel film
2. Ieri ho sgozzato mio figlio
3. Cosa vuoi da me
4. La nostra relazione
5. Sto pensando a te
6. Gli angeli
7. Domenica lunatica
8. Bollicine
9. Anima fragile
10. Io perderò
11. Ad ogni costo
12. Sono ancora in coma
13. Delusa
14. Quanti anni hai
15. ...stupendo
16. Un senso
17. Deviazioni
18. Il mondo che vorrei
19. Sally
20. Medley: Colpa d'Alfredo / Ogni volta / Dillo alla luna / Incredibile romantica
21. Vita spericolata
22. Canzone
23. Albachiara

### Canzoni suonate
| ...Ma cosa vuoi che sia una canzone... | Jenny è pazza - La nostra relazione                                                |
| Non siamo mica gli americani! (1979)   | Albachiara - (Per quello che ho da fare) faccio il militare                        |
| Colpa d'Alfredo (1980)                 | Anima fragile - Colpa d'Alfredo                                                    |
| Siamo solo noi (1981)                  | Dimentichiamoci questa città - Ieri ho sgozzato mio figlio - Incredibile romantica |
| Vado al massimo (1982)                 | Canzone - Ogni volta - Sono ancora in coma                                         |
| Bollicine (1983)                       | Bollicine - Deviazioni - Una canzone per te - Vita spericolata                     |
| C'è chi dice no (1987)                 | Ridere di te                                                                       |
| Liberi liberi (1989)                   | Dillo alla luna - Domenica lunatica - Tango... (della gelosia) - Vivere senza te   |
| Gli spari sopra (1993)                 | ...Stupendo - Delusa - Hai ragione tu - Occhi blu                                  |
| Nessun pericolo... per te (1996)       | Gli angeli - Io perderò - Sally - Un gran bel film                                 |
| Canzoni per me (1998)                  | Quanti anni hai                                                                    |
| Stupido hotel (2001)                   | Stupido hotel                                                                      |
| Tracks (2002)                          | Senza Parole                                                                       |
| Buoni o cattivi (2004)                 | Cosa vuoi da me - Un senso                                                         |
| Il mondo che vorrei (2008)             | Colpa del whisky - Il mondo che vorrei                                             |
| Tracks 2 - Inediti & rarità (2009)     | Ad ogni costo - Ho fatto un sogno - Sto pensando a te                              |

* Nel medley

## Musicisti
- Chitarre: Maurizio Solieri e Stef Burns
- Batteria: Matt Laug e Glen Sobel[14]
- Basso: Claudio Golinelli
- Tastiere: Alberto Rocchetti
- Tastiere elettroniche, pc, trombe e cori: Frank Nemola
- Sax e fiati: Andrea Innesto
- Cori: Clara Moroni